# 運航指揮官
運航指揮官（うんこうしきかん）は、日本海軍が太平洋戦争中に護送船団を現場で指揮統制するために設置した役職である。主に予備役の大佐が任命され、数名の通信兵から成る運航指揮班を率いて乗船指揮した。初期には運航統制官と称した。

## 沿革
太平洋戦争の開始後、日本海軍は、南方占領地からの資源輸送や前線への補給のため護送船団を頻繁に運航することになった。1942年（昭和17年）4月に南方航路の護衛組織として2個の海上護衛隊を創設する。多数の商船を船団として安全に編隊航行させるため現場指揮を執る海軍士官が必要と考えられ、東南アジア方面を担当する第一海上護衛隊では、部内限りの制度として運航統制班を設置した。運航統制班は士官である運航統制官と下士官・兵の電信・信号要員若干で構成され、運航統制官には主に予備役召集の大佐、一部は中佐が充てられた。部内限りの制度であるため、運航統制官の正式な身分は「海上護衛隊司令部付」として発令されていた。第一海上護衛隊創設時の運航統制班は、北区域分担の第1運航統制部（第1-8運航統制班）、北緯10度以北の東区域・西区域分担の第2運航統制部（第9-14運航統制班）、北緯11度以南の西区域分担の第3運航統制部（第15-20運航統制班）に軍隊区分されていた。軍隊区分上は20個の運航統制班となっているが欠番があり、実数は時期によっても異なる。全ての船団に運航統制班が乗船していたわけではなく、乗船しない場合は護衛艦の艦長など船団部隊中の先任士官が指揮を執った。大井（2001年）によると運航統制官は護衛艦が付かない船団に乗船したとあるが、護衛艦が付いた船団にも乗船している。日本本土からトラック島に至る太平洋方面航路担当の第二海上護衛隊にも、1942年8月中旬に運航統制班の制度が導入された。
第1海上護衛隊の運航統制官は、商船の船長に対する指揮権を明確化するため1942年11月4日に運航指揮官と改称し、合わせて運航統制班も運航指揮班へ改称した。同月25日の特設艦船部隊令改正（昭和17年11月25日内令2183号）で海上護衛隊に属する運航指揮官が正式に制度化された。
翌1943年（昭和18年）にシーレーン保護を総括する海上護衛総司令部が設置された後も、運航指揮官・運航指揮班制度は継続された。1944年（昭和19年）4月には大規模船団指揮を任務とした少将級の特設護衛船団司令部が編成されたが、運航指揮官・運航指揮班制度も引き続き運用された。ヒ68船団やヒ72船団のように同一船団に運航指揮班と護衛船団司令部が乗船した事例もある。

## 評価
運航統制官・運航指揮官は、班員としてわずかな下士官・兵がいるだけで相談できる幕僚を持たないため、孤独な状態で重責を負わなければならなかった。特設艦船部隊令の改正で正式な制度と認められてからも指揮体制は強化されなかった。貧弱な体制下で船団運航を影から支えた存在であった。
運航指揮官の多くは予備役から召集された高齢の大佐で、大井篤によれば山本五十六連合艦隊司令長官（海兵32期）や永野修身軍令部総長（海兵28期）と海軍兵学校で同期と名乗る者までいた。そのため、身に付けた軍事知識が古く、近代戦の指揮能力が疑問視された。戦争後期に船団の大規模化が図られた際には運航指揮官による指揮は困難と見られ、新制度として特設護衛船団司令部を設置することになった。背景として、日本海軍では海軍兵学校卒業者の全員を大佐まで進級させる原則で少数養成主義を採ってきたため中堅士官が不足しており、第二線扱いの護衛部門に現役士官を配置する人的資源の余裕が無かった。
もともと部内限りの制度として始まって権限が不明確な面もあり、護衛艦の艦長、船団加入の商船の船長、護衛対象が陸軍の軍隊輸送船の場合には陸軍の輸送指揮官といった他の指揮官との関係でしばしば問題が起きた。特に運航指揮官が高齢の予備役士官である場合、形式的には指揮下に入るはずの護衛艦艇の現役士官との関係で問題が多かった。もっとも、運航指揮官側が知識の古さや立場の曖昧さを自覚して護衛艦長に遠慮することで円滑に任務を遂行した事例もあり、トラブルの有無は運航指揮官の個人差によるところが大きかったとも言われる。

## 運航統制官・運航指揮官一覧
第一海上護衛隊運航指揮官1942年11月4日以降は運航指揮官、それ以前は運航統制官。1944年12月10日以降は第一海上護衛隊の改編により第一護衛艦隊運航指揮官。出典は原則として戦史叢書『海上護衛戦』。第1運航指揮官（第1運航指揮班）というように番号が付与されたが、番号の割り振りはしばしば変更されている。例えば石戸勇三大佐は、1942年4月分の戦時日誌では第3運航統制官であるが、5月分では第16運航統制官になっている。
- 土田数雄大佐（1942年4月10日補職[3]-同年7月21日退部[10]）
- 尾崎主悦大佐（1942年4月10日補職[3]-1943年1月）
- 松川晃中佐（1942年4月13日補職[3]-1943年1月）
- 土田斎大佐（1942年4月15日補職[3]-1943年5月）
- 石戸勇三大佐（1942年4月20日補職[3]-1943年2月）
- 末宗重雄大佐（1942年5月1日補職[9]-1942年7月）
- 林蓉斎大佐（1942年5月25日補職[9]-1943年6月）
- 脇坂乗平大佐（1942年5月30日補職[9]-1943年5月）
- 池田七郎大佐（1942年6月1日補職[11]-1943年8月）
- 後藤伝治郎大佐（1942年7月10日補職[10]-1943年8月）
- 境澄信大佐（1942年9月以前[12]-1943年10月）
- 日台虎治大佐（1942年9月以前[12]-1943年5月戦傷死）
- 高鍋三吉大佐（1942年9月1日補職[12]-1943年8月）
- 前澤弼治大佐（1942年9月5日補職[12]-1944年3月）
- 井上左馬太大佐（1942年11月-1943年8月）
- 松原寛三大佐（1942年12月-1943年3月）
- 楢橋憲基大佐（1943年1月-1943年3月）
- 倉永小三大佐（1943年1月-1943年11月）
- 渡辺威中佐（1943年1月-1943年8月）
- 野田謙三大佐（1943年2月-1943年10月戦死）
- 堀内馨大佐（1943年4月-1944年3月）
- 石黒虎雄大佐（1943年5月-1943年7月）
- 山田敏世大佐（1943年5月-1944年5月）
- 須知幸太郎大佐（1943年5月-1944年3月）
- 樋口通達大佐（1943年6月-1944年2月）
- 竹下志計理大佐（1943年7月-1944年7月行方不明）
- 大野善隆大佐（1943年8月-1945年1月）
- 赤穴敏一大佐（1943年8月-1945年1月）
- 西尾不二彦大佐（1943年8月-1944年7月）
- 宮坂市郎大佐（1943年8月-1944年7月）
- 後藤鉄五郎大佐（1943年11月-1944年7月）
- 山本雅一中佐（1943年11月-1945年1月）
- 加治木智種中佐（1943年11月-1944年3月）
- 小豆沢成大佐（1943年12月-1944年11月戦死）
- 上田泰彦大佐（1943年12月-同月）
- 細谷資彦大佐（1943年12月-1944年9月戦死） - 最終時はヒ72船団乗船
- 佐々木高信大佐（1944年1月-1945年1月）
- 来島茂雄大佐（1944年3月-1945年3月）
- 森繁二大佐（1944年3月-1945年1月）
- 大橋龍男大佐（1944年3月-1945年1月） - 1944年10月以降は少将
- 板倉得止大佐（1944年3月-1945年3月）
- 北村昌幸大佐（1944年4月-1944年9月戦死）
- 八木久五大佐（1944年6月-1944年9月）
- 相馬信四郎大佐（1944年8月-1945年3月）
- 藤田俊造大佐（1944年8月- ）
- 加藤与四郎大佐（1944年8月-1945年2月20日戦死[13]）
- 篠田清彦大佐（1944年8月-1945年1月8日戦死[14]）
- 橘正雄大佐（1944年10月- ）
- 土井申二大佐（1945年1月- ）
- 加藤文太郎大佐（1945年1月- ）

第二海上護衛隊運航指揮官多数が配員されたが、資料不足のため詳細は不明。以下は確認できる人物のみ。なお、1944年7月1日付で第二海上護衛隊の第2運航指揮班が第一海上護衛隊の戦力強化のために異動している。
- 有馬成甫大佐（1942年9月-1943年4月）[6]
- 犬塚惟重大佐[6]
- 高橋政一大佐[16]
- 武石秀登中佐[17]
- 小川莚喜大佐（ -1944年2月24日戦死）
- 近野信雄大佐（ -1944年3月11日戦死） - 最終時は東松2号船団乗船
- 日下部鉞治郎大佐（ -1944年7月10日[18]）